# Ruda (powiat wołomiński)
Ruda – wieś w Polsce, położona w województwie mazowieckim, w powiecie wołomińskim, w gminie Radzymin. Ma status sołectwa.
W latach 1975–1998 miejscowość należała administracyjnie do województwa warszawskiego.

## Opis
Wieś znajduje się na północny wschód od Radzymina nad rzeką Rządzą przy drodze z Radzymina do Starych Załubic i Kuligowa. We wsi znajduje się remiza OSP oraz dwa spożywcze markety samoobsługowe. W lesie przylegającym do wsi znajduje się duża liczba działek rekreacyjnych, a drogi dojazdowe do nich mają swoje nazwy i oznakowane są jak ulice.
Nazwa wsi pochodzi najprawdopodobniej od występujących w okolicy rud darniowych, odnaleziono tu ślady wytopu żelaza związane z kulturą przeworską.

## Integralne części wsi
| SIMC    | Nazwa    | Rodzaj    |
| ------- | -------- | --------- |
| 0007775 | Ruda-Łoś | część wsi |
| 0007781 | Trzciana | część wsi |

## Historia
13 września 1939 żołnierze Wehrmachtu rozstrzelali 5 Polaków. 